# PRIMAL×HEARTS
『PRIMAL×HEARTS』（プライマルハーツ）は、2014年8月29日にま〜まれぇどより発売されたPC用18禁恋愛アドベンチャーゲームである。本作は萌えゲーアワード2014にて8月の月間賞と金賞・エロス系作品賞PINKを受賞した。

## 概要
二つの生徒会が存在する学園を舞台に、双方から協力を持ちかけられる少年の悩ましき日々を描いたスラップスティック・ラブコメディ。
本作のシナリオはコメディ色が強く、シリアスなシーンは控えめとなっている。
なお、『恋色マリアージュ』からゲストキャラクターとして、森川 美穂乃が登場している。
続編である『PRIMAL×HEARTS2』が2015年10月30日に発売された。

## あらすじ
繚蘭市にある間ノ島学園には、月華会と天道会という二つの生徒会があり、常に対立していた。
ある年の春、主人公・帯刀 和馬の編入により、互角だった二つの生徒会の勢力に変化が訪れることとなり、両生徒会は、自らの勢力に入ってもらうべく、あの手この手で彼を誘うのであった。

### 聖良ルート
月華会の会長である倉賀野 聖良は、モンスターバスター・フロントラインというネットゲームにはまっている。聖良はよく一緒にプレイする「ベルト」という人物の優しさに惹かれていた。ベルトと和馬の似通った雰囲気に和馬に惹かれていき、偶然ベルトと和馬が同一人物であることを知ってしまう。和馬にそのことを明かすか迷うも、明かすことを決意し、告白をする。しかし、その後、月華会の生徒会長は恋愛禁止であるという古い規律を五明に提示されたり、両親から家の格などの問題から交際を反対されたりし離れ離れになってしまう。和馬は自分が学園を辞める決意をし、聖良もまた生徒会長を辞任する決意をする。聖良が会長辞任の演説をする中、理事長が「もめ事は選挙で解決するのがきまり」と持ちだすことで辞任を阻止し、また倉賀野家の両親を理事長が説得したことで晴れて交際が認められる。

### 陽姫ルート
天道会会長にして天神平グループ会長の娘でもある天神平 陽姫は恋愛感情というものを全く理解できないまま自分を子ども扱いしながらも対等に付き合う和馬に惹かれていくが、それに気づいた歌奈と美智の協力によってようやく自分の感情を理解し、鈍い上に兄目線でしか陽姫を見ていなかった和馬も偶然陽姫の女性の部分を目撃してしまった事でようやく結ばれる。交際するうえで最大の難問と思われていた陽姫の父、仁貴も実は和馬が仁貴と旧知の仲で尊敬する武闘家の一人だった事が判明して諸手を上げて歓迎され、交際は順風満帆化と思われた。しかし、そんな中、先の不審者騒動で明るみになった二大生徒会制度の問題点の解決策の一つとして挙がっていたが却下されていた二大生徒会制度の廃止案をとある選挙活動中、頭に血が上った五明がうっかり漏らしてしまい陽姫は辞任の危機に陥ってしまう。しかし、この解決策として陽姫と和馬は二大生徒会制度はそのままに緊急時対応、及び公平な選挙活動に対する監査役として第三者機関を設立する案を提案。これが両生徒会、及び生徒から認められて陽姫の誤解は無事解けた。かくして二大生徒会と和馬の名から一字ずつ取って名付けられた第三者期間「月天和」の初代会長となった和馬の監査の下で二大生徒会体制は続いていくのだった。

## 登場人物

### 主人公
帯刀 和馬（たてわき かずま）
本作の主人公。母親の勧めを受け、間ノ島学園の全校生徒が776人と言う偶数のために膠着状態に陥っていた時に編入してきた777人目の生徒。777人目と言うことで「スリーセブン」というニックネームをつけられた。機転が利き、両生徒会の間で起こった問題や選挙などを他の生徒が考えつかない方法で解決するが、自己犠牲の精神も多く、そのことから生徒会のメンバーからは評価が高いが、一般生徒からは疑いのまなざしを向けられることもある。
モンスターバスター・フロントラインというネットゲームをプレイしていて、よく一緒にプレイするアレスには相談を持ち掛けることもある。現実で会ったことが無いためアレスがどのような見た目かは分からないが信頼を寄せている。正体が聖良である事はお互い気づいていない。
彼女がいないことを気にしている節があり、そのことをアレスに相談した結果、ものすごく軟派なことを言うように心がけていた。「ベイビー」や「子猫ちゃん」と言った表現はこのためである。
父親は鳴神流という流派の当主であり、父親の再婚相手である義理の母親は「いくつか会社をやっている」と説明されていたが間ノ島学園の理事長である。鳴神流は界隈では名の知れた流派であり、多くの武道家でも修めるのが難しいとされるが、和馬は師範代である。昔、仁貴と共に3m越えのヒグマを倒した。

### 月華会
間ノ島学園創立時から存在する生徒会で、月華会役員は、深緑色のロングスカートを着用している。規律を重んじる生徒たちからの評判が高い。学校の保守派の存在である。
倉賀野 聖良（くらがの せら）
声 - 遥そら
誕生日 - 11月22日 / 血液型 - A型
身長 - 160cm / B87(E)/W57/H88
月華会会長。名家の令嬢であり、才色兼備で礼儀正しく月華会会長にふさわしいとみなされている。その一方で、突き放したような態度をとることが多いため、人気に反して彼女に話しかけようとする人が少ない。話しかけられればきちんと答え、対応するので和馬と話すときは、和馬のボケにツッコミを入れることが多い。演説に関しては彼女の右に出る者はいないと言われるほどに巧い。
実は、学園や親の前で見せる完璧な態度は外面であり、普段は親に隠れてスナック菓子などを食べながらゴロゴロする。また、モンスターバスター・フロントラインというネットゲームをプレイしていて、キャラクターネームは「SERA」を逆から読んだ「ARES」から「アレス」。
なお、続編『PRIMAL×HEARTS2』にはメインヒロインで唯一直接登場しない。
駒形 ゆづき（こまがた ゆづき）
声 - 藤森ゆき奈
誕生日 - 1月5日 / 血液型 - O型
身長 - 165cm / B84(C)/W55/H81
月華会書記で、和馬の同級生。明るく元気な性格で、きつい雰囲気を漂わせやすい月華会の空気を和ませるだけでなく、天道会支持者からの評判も良い。喫茶店・ラプンツェルでアルバイトをしており、彼女目当ての客も少なくない。
普段は社交的で明るいが、恋愛に関しては経験が無いため奥手で自信が無く、積極的にアプローチすることが出来ない面もある。
五明 孝明（ごみょう たかあき）
声 - 一文字系
月華会副会長。和馬とは同学年だが、別のクラス。天道会を敵視しており、どんな手を使ってでも陥れようと企んでいる。また、野心家でもあり、現生徒会長である聖良よりも自分のほうが生徒会長にふさわしいとアピールしている。あまりの野心家振りから顧問である芽衣に怖がられており、和馬からは堅物扱いされている。反面、他の生徒のことを考える気持ちは本物であり、和馬やゆずきからも認められている。
本動堂 萌衣（もとゆるぎどう めい）
声 - 松田理沙
和馬のクラスの担任だが、かなりドジな人物であり、生徒たちから「芽衣ちゃん」と呼ばれて友達同然に扱われている。また、月華会の顧問でもあるが、生徒たちの自主性の高さから肩書だけになってしまっている。和馬の軟派な発言から「ダーリン」と呼ぶ。

### 天道会
月華会の後にできた生徒会。役員は白色をベースにしたミニスカートの制服で月華会の制服とは正反対のデザインとなっている。月華会とは逆に学校を今以上に充実した生活にするために活動する革新派である。学校生活を盛り上げたい生徒に支持される。
天神平 陽姫（てんじんだいら はるひ）
声 - 鈴藤ここあ
誕生日 - 4月26日 / 血液型 - B型
身長 - 146cm / B68(AA)/W52/H70
天道会会長。1-Aに在籍しており、和馬の後輩にあたる。楽しいこと好きで、学園生活を楽しくしようと努力している。洞察力・発想力・リーダーシップのいずれも完璧だが、恋愛に関する知識が乏しい。容姿が幼いことから年下にみられることが多い。しかし、その統率力と行動力は確かなもので、また、父親から習った武術で大抵の相手なら倒せるだけの実力がある。が、その父の師範代は和馬であるため、和馬には遠く及ばず軽くあしらわれてしまう。天神平グループの一人娘で、後を継ぐことが決まっている。
行動力の高さから一人で行動し、無茶をすることが多く、大抵は歌奈が止めるが止められないときは暴走してしまうので、和馬が止めに入る。
神流 歌奈（かんな かな）
声 - 御苑生メイ
誕生日 - 9月14日 / 血液型 - A型
身長 - 163cm / B90(F)/W58/H89
天道会副会長で、陽姫のサポートに徹している。3-Aに在籍しており、和馬の先輩にあたる。やわらかな雰囲気を漂わせるお姉さんタイプであり、包容力の高さからよく悩みごとの相談を引き受ける。男子だけではなく女子からの人気も高く、和馬曰く「カナカナ教」。
幸塚 美智（こうづか みち）
声 - 茶町チャチャ
天道会会計。和馬とは同級生。恋愛やおしゃれなどに偏った会話の内容と派手な見た目から「ビッチさん」というあだ名をつけられているが、会計としての仕事はきちんとこなしている。彼氏が31人（1ヶ月分）いると噂されるが、実はそんな男は一人もいない。6年後を描いた『PRIMAL×HEARTS2』にも登場している。
御座入 紀洋（みざのり のりひろ）
声 - ほうでん亭ノドガシラ
天道会書記。和馬は同級生にあたり、親しい関係にある。ぽっちゃりした体系のオタクであり、対照的な趣味を持つ美智とはそりが合わない。

## スタッフ
- キャラクターデザイン・原画 - さそりがため、芦俊、ここのか
- SD原画 - ここのか
- シナリオ -  吉川芳佳
- CGチーフ - ばんろっほ
- 音楽 - solfa

## 主題歌
オープニングテーマ『primal』
作詞 - 天ヶ咲麗 / 作曲・編曲 - 橋咲透 / 歌 - Ceui
聖良 エンディングテーマ『primal story』
作詞 - 天ヶ咲麗 / 作曲・編曲 - 橋咲透 / 歌 - 茶太
ゆづき エンディングテーマ『trusty』
作詞 - 天ヶ咲麗 / 作曲・編曲 - iyuna / 歌 - 霜月はるか
陽姫 エンディングテーマ『Dear』
作詞 - 天ヶ咲麗 / 作曲・編曲 - 伊吹ユキヒロ / 歌 - 片霧烈火
歌奈 エンディングテーマ『コーティングチョコ』
作詞 - こはるん / 作曲・編曲 - こはるん / 歌 - 小春めう

## 開発
前作『星ノ音サンクチュアリ』が近未来を舞台としていたため、本作は企画の段階から現代ものにすると決まっており、魔法などの特殊な要素がない分、凝った舞台設定にするという方針が立てられた。
一時はお嬢様学園を舞台にするという案もあったが、紆余曲折の末二つの生徒会を持つ学園を舞台とすることに決定した。
ディレクター・武内よしみはこの設定について、「学園ものでは『生徒会が絶対的な権力を持つ』というお約束があるが、現実の生徒会はそこまで権限は強くないので、フィクションとしてはそのお約束次第で面白くなると思った」とテックジャイアンとのインタビューの中で述べ、「二つの生徒会が存在する」という点は現実世界の二大政党制から着想を得たと述べている。その一方で竹内は、政治色を強くすると話が重くなるので、キャラクターや物語に差しさわりがない程度に落とし込むことに苦労したとも振り返っている。
聖良たちの所属する月華会は伝統を重んじるというコンセプトから、落ち着いた雰囲気を出すために緑色のロングスカートが取り入れられた。一方、陽姫の所属する天道会は月華会と対照的な存在であることを表現するため、赤を基調とした現代風のボレロとミニスカートが制服として起用された。水着や体操服のデザインも同様に生徒会によって異なる。
SDパートの原画は『恋色マリアージュ』のSD原画を担当したここのかが起用され、過去にここのかが手掛けたゲームよりもさらに頭身が下げられた。ここのかはこの試みについて、「実際のキャラクターの時との差が大きくなるほどデフォルメの役割が大きくなるので、頭身を変更してよかった」とテックジャイアンとのインタビューの中で述べている。

### シナリオ・キャラクター設定
シナリオライターには『恋色マリアージュ』と『星ノ音サンクチュアリ』にひきつづき吉川芳佳が起用された。武内はこれら2作で吉川の長所と短所を見てきたことから、本作では得意分野を伸ばすようにという指示を出した。
吉川はシナリオの執筆にあたり、様々な思惑などをスパイスとして用いつつも、「どちらの生徒会を応援するか」という点に重きを置くと同時に、「ヒロインとのといちゃいちゃエッチ」を裏テーマに据えた。
その一方で、吉川は細かな描写よりもCGやキャラクターの邪魔にならないようにすることにも気を付けた。また、吉川は共通ルートにおけるキャラクターの掘り下げを苦手とすることを自覚していたため、章構成に近い形をとってどのキャラクターも平等に描写できるようにした。
聖良は孤高の生徒会長という立場と孤立しがちな本人の気質から主人公との距離が最も大きいキャラクターとして設定されており、彼女のルートでは主人公が聖良との距離が縮める様子に重きが置かれた。
聖良のキャラクターデザインを担当したさそりがためはテックジャイアンとのインタビューの中で、『恋色マリアージュ』の美穂乃と被らないように注意したと述べており、黒髪ロングのデザインの幅の少なさと自身の引き出しの乏しさ故予想通り苦労したと振り返っている。
ゆづきのルートは「友達以上恋人未満な関係」が変化する様子をラブコメディ調に描いた内容となっており、ゆづきのアルバイト先の喫茶店に物語上の重要な役割が与えられた。
ゆづきのキャラクターデザインを担当した芦俊は、テックジャイアンとのインタビューの中で「最初イメージがうまくまとまらず、キャラクターデザインがなかなか決まらなかった」と明かし、作画にあたり長いポニーテールが映えるよう髪の毛をきれいに描くことを意識したと振り返っている。
陽姫のルートは「恋を知らない女の子の恋」を描いており、幼い見た目と大人びた言動を併せ持つ彼女の人となりに重きが置かれ、Hシーンはロリキャラとしての魅力を全面に押し出すものとなった。
陽姫のデザインはさそりがためが担当しており、自身がデザインした聖良とは対照的に最初のラフ画の時点でデザインが確定したと前述のインタビューの中で述べており、シルエットで判別可能な点や描きやすさから、今まで担当した中での一番のお気に入りであると話している。
歌奈のルートでは、陽姫を第一に考えていた歌奈が主人公を意識していく様子に重きが置かれた。
芦俊は歌奈のキャラクターデザインも担当しており、「僕は年上のキャラクターを描くのが結構苦手なようで、気を抜くと年下～同年代のようになってしまうため、常に『少しお姉さん』のキャラクターであることを意識した」と前述のインタビューの中で振り返っており、Hシーンにおける歌奈の巨乳の柔らかさの表現に注力したと述べている。
サブキャラクターのうち、萌衣はトラブルメーカーのギャグ担当として設定されている一方、教師らしいさを併せ持つ人物として描かれた。
また、天道会会計の書記である美智は賑やかし役として設定されており、エッチで明るい性格の人物として描かれた。

## 批評・受賞歴
『BugBug』2014年11月号にて本作のレビューが掲載された。本作ではネットスラング・パロディ・メタ発言が頻繁に登場すると指摘され、これらのネタは会話の流れを断ち切るような不自然な使い方ではないので元ネタを知らなくても問題なく楽しめると述べられた。本作では登場人物同士のハイテンションなやりとりが物語を支えており、これが本作の見所の一つであると述べられた。シナリオに対しては、ヒロインが主人公に恋心を抱く過程や恋心を自覚する過程が共通ルートにて丹念に描かれていると評された。キャラクター造形に対しては、主人公のスペックがチートであり、ご都合主義的であるという声が上がりそうだと指摘された。しかし、スペックが高いだけに逆境を跳ね返して問題を解決する展開が痛快であるとも述べられた。総評として、本作はヒロイン4人のバカップルぶりが堪能出来る作品であり、初心者から美少女ゲームの匠にまでお勧め出来る、萌え・エロ共に大満足の作品であると述べられた。
本作は萌えゲーアワード2014にて8月の月間賞と金賞・エロス系作品賞PINKを受賞した。講評では、終始ドタバタとしたコメディを貫き通しているシナリオに関心したと述べられ、グラフィックはトップレベルと言えるクオリティでエッチシーンにも手抜きがないと評された。総評として、「萌えゲー」として王道の作りであり、美少女ゲームとしての本分もきっちりと押さえた作品であると評された。
本作のシナリオを担当した吉川芳佳はサブキャラクターの美智について、「ビッチさん」というあだ名を持つ設定ゆえに大きく非難されるかと思ったが、意外と好評で驚いたとテックジャイアンとのインタビューの中で述べている。

## 関連商品
PRIMAL×HEARTS キャラクターソング&サウンドアルバム
2014年8月29日発売 / 発売元：luminouscore
主題歌、各キャラクターエンディング曲、ゲーム内で使用されたBGMを収録したコンプリートアルバム。